# Единорог в геральдике

Геральдический единорог

Единоро́г — гербовая фигура, относящаяся к негеральдическим. Пара единорогов является щитодержателями в гербе Шотландии, по одному — в государственных гербах Великобритании и Канады. Единорог считается геральдическим символом благоразумия, чистоты, осторожности, осмотрительности, непорочности, строгости и суровости.

## Использование
По внешнему виду сходен с лошадью и отличается от неё рогом, которым вооружена его голова, и бородкой. Если единорог имел корону, то не на голове, а на шее, в виде ошейника.
В геральдических книгах единорог уподоблен отважному солдату, «который скорее готов погибнуть, чем живым попасть в руки врага». Существовало и иное метафорическое истолкование единорога на гербе средневекового рыцаря: «от храброго мужа враги бегут, как яд от чудесного рога». Это и прообраз монашеской жизни, стремления к уединению. Связь символики единорога с Девой Марией и Иисусом Христом высоко ценилась, из-за чего некоторые средневековые авторы высказывали мнение, что единорог не должен быть запятнан помещением его изображения на щит или нашлемник. Однако к XVI столетию фигура геральдического единорога обрёла популярность в родовых гербах. Иногда гербовой знак единорога власти даровали мастеру или торговой компании за высочайшее качество товара. Единорог называется прислонившимся (accule), когда он стоит прямо с поднятыми передними копытами, и в оборонительном положении (en defense), когда хочет как бы защититься своим рогом. В других видах встречался редко.

## Византия
Византийские императоры в государственной символике в сочетании с двуглавым орлом употребляли четыре герба крупнейших префектур бывшей Римской империи, а именно: орла Италии, грифа Галлии, единорога Азии и льва Иллирии

## Россия
На золотых российских монетах изображался начиная со времён великого князя Московского Иоанна III и оканчивая правлением царя Алексея Михайловича Романова (начиная от Лжедмитрия I чеканился также на серебряных монетах). С 1562 года единорог изображается на груди двуглавого орла, наравне со Святым Георгием, таким образом в данную эпоху их семантика была равнозначимой. Символ единорога содержится на двусторонних государственных печатях царя Ивана Грозного: Большой (от 1562 года) и Малой (от 1571 года), также Больших государственных печатях царей Бориса Годунова, Лжедмитрия, Михаила Федоровича, Алексея Михайловича, на печати Большого дворца времени царствования Михаила Федоровича. Печатью с единорогом скреплялись письма Ивана Грозного, носящие личный характер, например переписка с Кирилло-Белозерским монастырем. Единорог также изображён на спинке трона Грозного царя, на церемониальных топорах, сёдлах, оконных наличниках дворцов, на гербах российских дворянских родов Баташевых, Бонч-Бруевичей, Веригиных, Кудрявцевых, Остафьевых, Романовских, Стрекаловых, Тургеневых, Шуваловых, Гордеевых, как щитодержатель включён в гербы Болтиных, Ермоловых, Козловских, Салтыковых, Лорис-Меликовых.
Кроме того присутствует на гербах городов: Лысьва (Россия), Сен-Ло (Франция), Лишниц (Чехия), Виштутис и Меркине (Литва), Рамош (Швейцария), Эгер (Венгрия), Швебиш-Гмюнд и Гинген-на-Бренце (Германия), изображён в гербе канадской провинции Ньюфаундленд.

## Казахстан
В гербе Казахстана изображён тулпар — легендарное существо, совмещающее рог единорога и крылья Пегаса.

## Примеры

Герб Выксы, Россия
Герб Сен-Ло, Франция
Герб Рамоша, Швейцария
Герб Швебиш-Гмюнда, Германия
Единороги-щитодержатели в гербе Шотландии
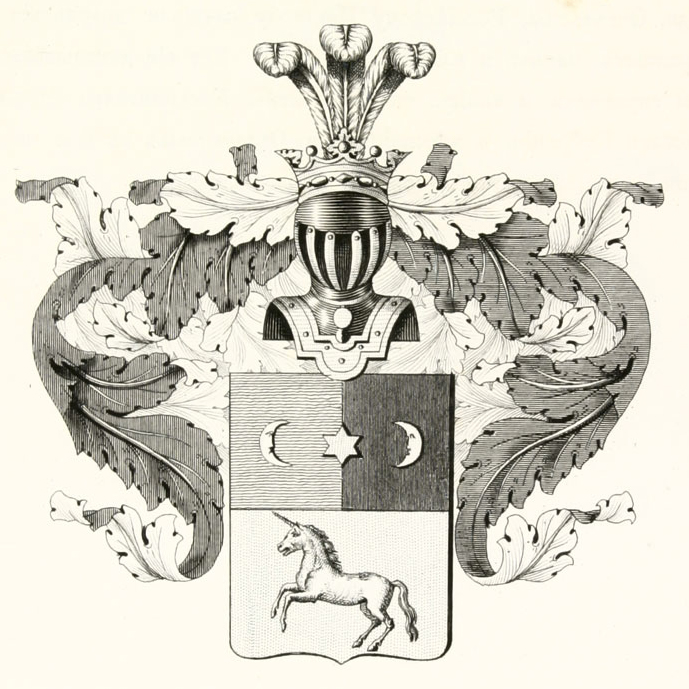
Герб русского дворянского рода Остафьевых (1816 г.)
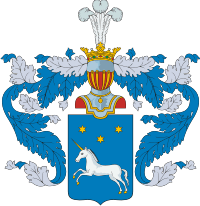
Герб русского дворянского рода Тургеневых (1799 г.)
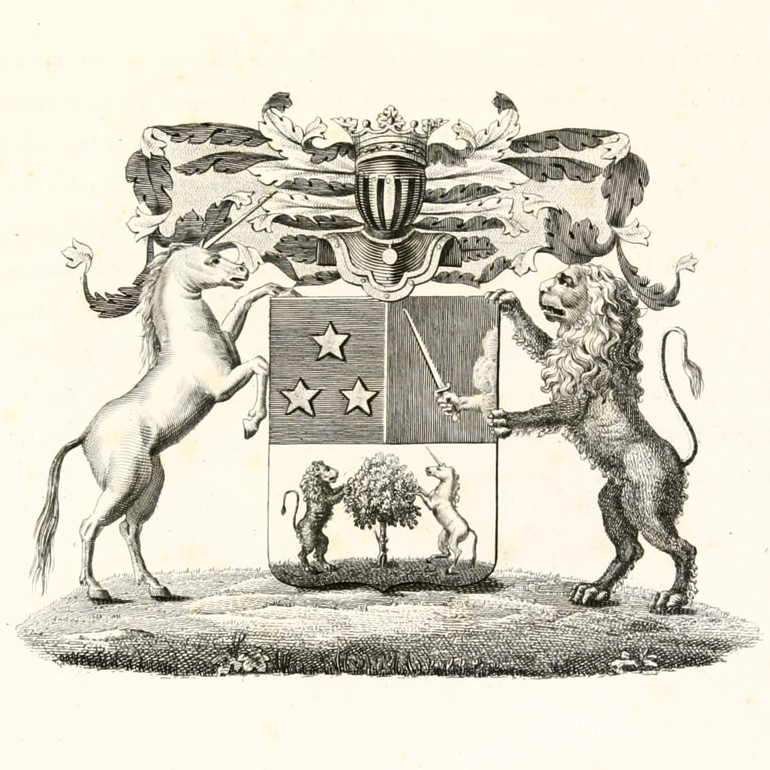
Герб дворянского рода Ермоловых (1800 г.)